# Ferdinand Omanyala
Ferdinand Omanyala Omurwa (Nairobi, 2 januari 1996) is een Keniaans sprinter. Hij nam tweemaal deel aan de Olympische Spelen.

## Biografie
Omanyala werd in 2017 voor 14 maanden geschorst wegens het gebruik van het verboden middel betamethasone.
In 2021 kon Omanyala zich plaatsen voor de 100 m op de Olympische Spelen van Tokio. In een tijd van 10,01 s wist hij zich te plaatsen voor de halve finale van de 100 m. In deze halve finale verbeterde hij het Keniaans record naar 10,00 s, maar drong niet door tot de finale.

## Persoonlijke records
Outdoor
| Onderdeel | Prestatie             | Datum             | Plaats  |
| --------- | --------------------- | ----------------- | ------- |
| 100 m     | 9,77 s (+1,2 m/s)(AR) | 18 september 2021 | Nairobi |
| 200 m     | 20,33 s (+ 0,1 m/s)   | 5 maart 2020      | Nairobi |

Indoor
| Onderdeel | Prestatie   | Datum            | Plaats |
| --------- | ----------- | ---------------- | ------ |
| 60 m      | 6,54 s (NR) | 15 februari 2023 | Liévin |

## Palmares

### 100 m
- 2021: 3e in halve finale OS - 10,00 s
- 2023: 7e WK - 10,07 s